# Панайот Барнев
Панайот Барнев (болг. Панайот Бърнев нар. 16 вересня 1859, Ескі Джумая — пом. 18 червня 1934, Софія) — болгарський офіцер (генерал-лейтенант), начальник 5-ї стрілецької дивізії під час Першої світової війни.

## Біографія
Народився 16 вересня 1859 в Ескі Джумая. У 1883 закінчив четвертий курс Військової школи Його Княжої Високості в Софії, 30 серпня йому було присвоєно звання лейтенанта і призначено начальником 12-го піхотного батальйону. 1 січня 1888 отримав звання капітана, а 14 лютого 1896 — майора. У 1903 був флігель-ад'ютант Фердинанда I, а потім в 1909 був призначений начальником військової школи. У тому ж році отримав звання підполковника, а 15 серпня 1907 — полковника.
Під час Балканських воєн (1912–1913) полковник Барнев був командиром 6-го піхотного полку.
2 серпня 1915 підвищений до генерал-майора.

## Перша світова війна (1915—1918)
Під час Першої світової війни (1915–1918) був начальником 5-ї стрілецької дивізі, яка входила до складу 2-ї армії і брав участь у наступі в Скоп'є. З 4 грудня 1916 був начальником 5-го військового дивізійного району в Русе. Отримавши звання генерал-лейтенанта 31 жовтня 1918, пішов в запас.
Відставний генерал Барнев недовго жив в Русе, а потім оселився в Софії.
Помер 18 червня 1934 в Софії.

## Нагороди
- Військовий орден «За хоробрість» III ступеня, 2-го класу
- Військовий орден «Святого Олександра» III ступеня
- Національна медаль «За бойові заслуги» II ступеня з військовими почестями
- Орден «За заслуги»